# Brunch (How I Met Your Mother)
Brunch es el tercer episodio de la segunda temporada de la serie de televisión How I Met Your Mother. Fue estrenado el 2 de octubre de 2006.

## Sinopsis
Cuando los padres de Ted van a Nueva York, terminan la visita en un brunch en el que todos están enfadados con otros. Lily y Marshall se pelean, Ted habla con Barney de matar a alguien, y Robin le habla a Virginia para decirle algo. Virginia, sin prestar atención levanta la mano haciendo que una camarera tire unos platos. Ted procede a explicar lo que pasó antes del brunch.

### La parte de Marshall y Lily
Ted dice que sus padres nunca hablan de cosas desagradables. La madre de Ted invita a Lily a cenar esa noche, y Lily le pregunta Marshall si se sentiría incómodo si ella iba. Marshall tontamente dice que ahora él y Lily son como hermano y hermana. Molesta por el comentario de los hermanos, Lily lleva un vestido ajustado y sexy a la cena y atrae la atención de Marshall a sus pechos. Marshall vuelve a estar con Lily en el brunch por hacer alarde de sus pantorrillas. Luego tienen relaciones sexuales en el baño, lo que provoca que empiecen a discutir sobre quién trató de seducir a quién.

### La parte de Barney
Barney está emocionado de conocer a los padres de Ted por primera vez, pero se desilusiona un poco cuando Ted le dice que no le ha dicho nada de Barney a sus padres. Además, cuando Robin dice que a ningún padre le gustaría que una persona como Barney fuera amigo de su hijo, Barney comienza a actuar muy agradablemente a los padres de Ted. Alfred y Virginia se impresionan de Barney, y Alfred incluso se convierte el compinche de Barney por la noche. Pero, cuando Alfred se lía con Wendy la camarera, Barney se enfada y muestra la foto de Alfred y Wendy besándose. Ted decide poner en evidencia su padre esa noche.

### Mi parte (Ted) y la de Robin
Robin está a punto de conocer a los padres de Ted, por primera vez y Ted le da todas las indicaciones necesarias. Sin embargo, cuando Virginia aprueba su decisión de tomar las cosas con calma, Robin piensa que no le gusta a Virginia. Cuando Virginia le dice que la verdadera razón (que se casó y se divorció antes de tiempo del padre de Ted), Robin le pide que revele el secreto a todos. El centro de atención se sitúa en la camarera con los platos rotos.
Cuando el padre de Ted llama "cariño" a la camarera, Ted se enfrenta finalmente a su padre acerca de besar a Wendy la noche anterior. Ted está sorprendido por la tibia respuesta de su madre a la revelación, causando finalmente que los padres admitan que se divorciaron diez meses atrás después de una separación de dos años. Además, el padre de Ted ha puesto en marcha a su madre con su nuevo novio, el antiguo ortodoncista de Ted.
Ted se asombra, pero Robin es feliz al saber que les gusta a los padres de Ted. Ted también perdona a sus padres. Mientras tanto, Marshall y Lily se disculpan el uno al otro por actuar tan tontamente. Después del brunch, Ted le pregunta a sus padres por qué su abuela no responde a sus llamadas, y sus padres evitan el tema, dejando a Ted horrorizado de nuevo.

## Continuidad
- Ted dice que Barney siempre utiliza el 83% cuando dice una estadística. Esta afirmación está apoyada en los episodios futuros, tales como No Tomorrow, donde Barney dice que hubo una "gran escasez de tíos" en Nueva York en 1883, en Intervention , cuando él dice ser 83, en Ten Sessions Barney, donde afirma que la mujer le toma 8,3 segundos para saber si ella va a dormir con un hombre o no, entre otros. Sin embargo, en Mary the Paralegal, Barney utiliza el 75% al hacer una estadística.
- El "Furor del Soltero" y el "Coma del Emparejado", teorías mencionadas en Single Stamina, se anuncian aquí. Ted y Robin están demasiado cansados para ir a la barra, mientras que padre de Ted (que está divorciado) está de acuerdo en ir con Barney al McLaren.
- Barney le dice a los padres de Ted que trabaja en un refugio para indigentes, donde sirve la comida. De hecho, es cierto, como se ve en Belly Full of Turkey.
- Ted menciona a su prima Stacey y sus seis hijos. Llegamos a conocerlos en el episodio How Lily Stole Christmas.
- En la foto del grupo, Barney hace la pose que se examina más adelante en Say Cheese.

## Música
En la cena, Barney toca la Sonata para piano n.º 23 de Beethoven, la Appassionata.